# بورتلاند (مين)
بُرتلَند أو (نقحرة: بورتلاند) (بالإنجليزية: Portland)‏ هي مدينة من مدن الولايات المتحدة تقع في ولاية مين وتعد أكبر مدينة بولاية مين يبلغ عدد سكانها 66194 نسمة وذلك حسب إحصائيات سنة 2010 United States Census. يبلغ ارتفاع المدينة عن سطح البحر قرابة 19 متر. تبلغ مساحتها 179.85 كم².

## التركيبة السكانية
قام مكتب تعداد الولايات المتحدة بتحديد بيانات التركيبة السكانية لبُرتلَند في تعداد الولايات المتحدة. في ما يلي، التركيبة السكانية حسب تعدادي 2000 و2010.

### تعداد عام 2000
بلغ عدد سكان بُرتلَند 64,250 نسمة بحسب تعداد عام 2000، وبلغ عدد الأسر 29,714 أسرة وعدد العائلات 13,549 عائلة مقيمة في المدينة.
وتوزع التركيب العرقي للمدينة بنسبة 91.27% من البيض و 0.47% من الأمريكيين الأصليين و 3.08% من الأمريكيين ذوي الأصول الآسيوية و 0.06% من سكان جزر المحيط الهادئ و 2.59% من الأمريكيين الأفارقة و 1.86% من عرقين مختلطين أو أكثر.
بلغ عدد الأسر 29,714 أسرة كانت نسبة 21.4% منها لديها أطفال تحت سن الثامنة عشر تعيش معهم، وبلغت نسبة الأزواج القاطنين مع بعضهم البعض 32.1% من أصل المجموع الكلي للأسر، ونسبة 10.5% من الأسر كان لديها معيلات من الإناث دون وجود شريك، وكانت نسبة 54.4% من غير العائلات. تألفت نسبة 40.1% من أصل جميع الأسر من أفراد ونسبة 11.5% كانوا يعيش معهم شخص وحيد يبلغ من العمر 65 عاماً فما فوق. وبلغ متوسط حجم الأسرة المعيشية 2.89، أما متوسط حجم العائلات فبلغ 2.08.
بلغ العمر الوسطي للسكان 36 عاماً. وكانت نسبة 18.8% من القاطنين تحت سن الثامنة عشر، وكانت نسبة 10.7% بين الثامنة عشر والأربعة وعشرون عاماً، ونسبة 36.1% كانت واقعةً في الفئة العمرية ما بين الخامسة والعشرون حتى والأربعة وأربعون عاماً، ونسبة 20.6% كانت ما بين الخامسة والأربعون حتى الرابعة والستون، ونسبة 13.9% كانت ضمن فئة الخامسة والستون عاماً فما فوق. يوجد لكل 100 أنثى 91.8 ذكر، ويوجد لكل 100 أنثى في الثامنة عشر من عمرها فما فوق 89.0 ذكر.
بلغ متوسط دخل الأسرة في المدينة 35,650 دولار، أما متوسط دخل العائلة فبلغ 48,763 دولار. وكان متوسط دخل الذكور 31,828 دولار مقابل 27,173 دولار للإناث. وسجل دخل الفرد الخاص بالمدينة 22,698 دولار. وكان من هؤلاء نسبة 12.5% تحت سن الثامنة عشر ونسبة 11.9% في الخامسة والستين من العمر وما فوق.

### تعداد عام 2010
بلغ عدد سكان بُرتلَند 66,194 نسمة بحسب تعداد عام 2010، وبلغ عدد الأسر 30,725 أسرة وعدد العائلات 13,324 عائلة مقيمة في المدينة. في حين سجلت الكثافة السكانية 3,106.2 نسمة لكل ميل مربع (1,199.3/كم2). وبلغ عدد الوحدات السكنية 33,836 وحدة بمتوسط كثافة قدره 1,587.8 لكل ميل مربع (613.1/كم2).
وتوزع التركيب العرقي للمدينة بنسبة 85.0% من البيض و 0.5% من الأمريكيين الأصليين و 3.5% من الأمريكيين ذوي الأصول الآسيوية و 7.1% من الأمريكيين الأفارقة و 2.7% من عرقين مختلطين أو أكثر.
بلغ عدد الأسر 30,725 أسرة كانت نسبة 20.7% منها لديها أطفال تحت سن الثامنة عشر تعيش معهم، وبلغت نسبة الأزواج القاطنين مع بعضهم البعض 29.7% من أصل المجموع الكلي للأسر، ونسبة 10.1% من الأسر كان لديها معيلات من الإناث دون وجود شريك، بينما كانت نسبة 3.6% من الأسر لديها معيلون من الذكور دون وجود شريكة وكانت نسبة 56.6% من غير العائلات. تألفت نسبة 40.5% من أصل جميع الأسر من أفراد ونسبة 11.4% كانوا يعيش معهم شخص وحيد يبلغ من العمر 65 عاماً فما فوق. وبلغ متوسط حجم الأسرة المعيشية 2.88، أما متوسط حجم العائلات فبلغ 2.07.
بلغ العمر الوسطي للسكان 36.7 عاماً. وكانت نسبة 17.1% من القاطنين تحت سن الثامنة عشر، وكانت نسبة 11.4% بين الثامنة عشر والأربعة وعشرون عاماً، ونسبة 33.1% كانت واقعةً في الفئة العمرية ما بين الخامسة والعشرون حتى والأربعة وأربعون عاماً، ونسبة 25.9% كانت ما بين الخامسة والأربعون حتى الرابعة والستون، ونسبة 12.6% كانت ضمن فئة الخامسة والستون عاماً فما فوق. وتوزع التركيب الجنسي للسكان بنسبة 48.8% ذكور و51.2% إناث.

## وصلات خارجية
- الموقع الإلكتروني